# 2002年の横浜ベイスターズ
2002年の横浜ベイスターズ（2002ねんのよこはまベイスターズ）では、2002年の横浜ベイスターズの動向をまとめる。
この年の横浜ベイスターズは、森祇晶監督の2年目のシーズンである。

## 概要
森体制2年目を迎えたベイスターズだが、前年までの正捕手だった谷繁元信が森監督との確執で中日へFA移籍。その中日から新たに中村武志が加入した。しかしシーズンが始まると開幕からいきなり5連敗、さらに5月には13連敗を喫し、セ・リーグでは1965年のサンケイ、1980年の中日、1985年のヤクルト、1991年の阪神に次いで全日程で最下位に終わった。シーズン全体でもこの年優勝した巨人に35.5ゲーム、5位の広島にも14.5ゲーム差をつけられての最下位だった。それでもプロ2年目の吉見祐治が11勝をマーク、8月22日の巨人戦では石井琢朗が通算1500安打を達成した。しかし、チーム打率.240、本塁打97本（唯一の二桁台）、チーム得点472（唯一の400点台）は全てリーグ最下位。チーム防御率も4.09でリーグ5位と投打ともに低迷した。そしてシーズン終盤に森監督は解任され、以降、シーズン終了まで黒江透修ヘッドコーチが監督代行を務めた。結局、ベイスターズは1994年以来8年ぶりに単独最下位へと転落。対戦成績では1981年、1989年同様7勝21敗で巨人に負け越し、巨人優勝の引き立て役になったが、5位の広島には13勝14敗1分と健闘した。シーズン終了後、砂原オーナーは後任の監督に山下大輔を招聘。そして山下新監督のもと、ベイスターズは打撃重視のチームへと転換を図ることになり、オフにはタイロン・ウッズなどの大型補強を行うなど、来シーズンに向けての準備を整えた。

## チーム成績

### レギュラーシーズン
|   | 開幕：3/30 | 開幕：3/30 | 5/1 | 5/1        | 6/1 | 6/1        | 7/2 | 7/2        | 8/1 | 8/1        | 9/1 | 9/1        |
| - | ---------- | ---------- | --- | ---------- | --- | ---------- | --- | ---------- | --- | ---------- | --- | ---------- |
| 1 | 遊         | 石井琢朗   | 遊  | 石井琢朗   | 遊  | 石井琢朗   | 遊  | 石井琢朗   | 遊  | 石井琢朗   | 遊  | 石井琢朗   |
| 2 | 中         | 金城龍彦   | 中  | 金城龍彦   | 中  | 田中一徳   | 二  | 種田仁     | 二  | 内川聖一   | 二  | 種田仁     |
| 3 | 左         | 鈴木尚典   | 左  | 鈴木尚典   | 一  | 佐伯貴弘   | 一  | 佐伯貴弘   | 左  | 鈴木尚典   | 左  | 鈴木尚典   |
| 4 | 三         | グラン     | 一  | 石井浩郎   | 三  | グラン     | 中  | ヤング     | 右  | ロドリゲス | 一  | ロドリゲス |
| 5 | 一         | 佐伯貴弘   | 二  | 小川博文   | 右  | ロドリゲス | 右  | ロドリゲス | 一  | 小川博文   | 三  | 小川博文   |
| 6 | 二         | 小川博文   | 右  | ロドリゲス | 二  | 小川博文   | 三  | 小川博文   | 三  | グラン     | 中  | ヤング     |
| 7 | 右         | ロドリゲス | 三  | 小池正晃   | 左  | 多村仁     | 左  | 中根仁     | 中  | 多村仁     | 右  | 多村仁     |
| 8 | 捕         | 相川亮二   | 捕  | 中村武志   | 捕  | 相川亮二   | 捕  | 中村武志   | 捕  | 中村武志   | 捕  | 中村武志   |
| 9 | 投         | 三浦大輔   | 投  | グスマン   | 投  | 吉見祐治   | 投  | バワーズ   | 投  | 森中聖雄   | 投  | バワーズ   |

| 順位 | 4月終了時 | 4月終了時 | 5月終了時 | 5月終了時 | 6月終了時 | 6月終了時 | 7月終了時 | 7月終了時 | 8月終了時 | 8月終了時 | 最終成績 | 最終成績 |
| ---- | --------- | --------- | --------- | --------- | --------- | --------- | --------- | --------- | --------- | --------- | -------- | -------- |
| 1位  | 阪神      | -         | 阪神      | -         | 巨人      | -         | 巨人      | -         | 巨人      | -         | 巨人     | -        |
| 2位  | 巨人      | 2.0       | 巨人      | 0.5       | ヤクルト  | 2.0       | 阪神      | 10.5      | ヤクルト  | 6.5       | ヤクルト | 11.0     |
| 3位  | 広島      | 3.5       | ヤクルト  | 4.0       | 阪神      | 4.5       | ヤクルト  | 11.0      | 中日      | 13.5      | 中日     | 15.5     |
| 4位  | ヤクルト  | 4.5       | 中日      | 5.0       | 中日      | 5.5       | 広島      | 11.5      | 阪神      | 16.0      | 阪神     | 19.0     |
| 5位  | 中日      | 7.5       | 広島      | 6.5       | 広島      | 5.5       | 中日      | 13.5      | 広島      | 18.0      | 広島     | 21.0     |
| 6位  | 横浜      | 9.5       | 横浜      | 17.0      | 横浜      | 15.5      | 横浜      | 22.5      | 横浜      | 30.0      | 横浜     | 35.5     |

| 順位 | 球団               | 勝 | 敗 | 分 | 勝率 | 差   |
| 1位  | 読売ジャイアンツ   | 86 | 52 | 2  | .623 | 優勝 |
| 2位  | ヤクルトスワローズ | 74 | 62 | 4  | .544 | 11.0 |
| 3位  | 中日ドラゴンズ     | 69 | 66 | 5  | .511 | 15.5 |
| 4位  | 阪神タイガース     | 66 | 70 | 4  | .485 | 19.0 |
| 5位  | 広島東洋カープ     | 64 | 72 | 4  | .471 | 21.0 |
| 6位  | 横浜ベイスターズ   | 49 | 86 | 5  | .363 | 35.5 |

## オールスターゲーム2002
| - コーチ 森祇晶 | - ファン投票 選出なし | - 監督推薦 三浦大輔 |

## 表彰選手
| 受賞者なし | - ベストナイン 受賞者なし - ゴールデングラブ賞 受賞者なし |

## ドラフト
| 順位       | 選手名         | 守備           | 所属           | 結果           |
| ---------- | -------------- | -------------- | -------------- | -------------- |
| 自由獲得枠 | 村田修一       | 内野手         | 日本大学       | 入団           |
| 自由獲得枠 | 土居龍太郎     | 投手           | 法政大学       | 入団           |
| 1巡目      | （選択権なし） | （選択権なし） | （選択権なし） | （選択権なし） |
| 2巡目      | （選択権なし） | （選択権なし） | （選択権なし） | （選択権なし） |
| 3巡目      | （選択権なし） | （選択権なし） | （選択権なし） | （選択権なし） |
| 4巡目      | 加藤武治       | 投手           | 三菱ふそう川崎 | 入団           |
| 5巡目      | 吉村裕基       | 内野手         | 東福岡高       | 入団           |
| 6巡目      | 北川利之       | 内野手         | 川崎製鉄水島   | 入団           |
| 7巡目      | 飯田龍一郎     | 投手           | 育英高         | 入団           |
| 8巡目      | 河野友軌       | 外野手         | 法政大学       | 入団           |
| 9巡目      | 堤内健         | 投手           | 日本大学       | 入団           |
| 10巡目     | 武山真吾       | 捕手           | 享栄高         | 入団           |
| 11巡目     | 木村昇吾       | 内野手         | 愛知学院大学   | 入団           |